# Anolis zielony
Anolis zielony (Anolis carolinensis) – gatunek niewielkiej nadrzewnej jaszczurki z kladu Iguania. Naturalnie występuje w południowej i południowo-wschodniej części USA, ale został introdukowany do wielu rejonów świata. Często hodowany w terrariach. Jest pierwszym gatunkiem gada, u którego zsekwencjonowano cały genom.

## Systematyka
Gatunek tradycyjnie zaliczany do rodziny legwanów, później do rodziny Polychrotidae (niekiedy uznawanej za podrodzinę legwanów), a obecnie wraz z innymi anolisami zaliczany do odrębnej, monotypowej rodziny Anolidae (do 2022 roku nazywanej Dactyloidae).

## Budowa
Anolis zielony, zwany również anolisem karolińskim lub rzadziej czerwonogardłym, to niewielka jaszczurka dorastająca do 20 cm. Głowa nieduża, spiczasta. Skóra pokryta drobnymi łuskami. Samce większe i masywniejsze od samic. Samice na grzbiecie mają charakterystyczny białawy zygzak po czym łatwo je odróżnić. Pod gardłem mają fałd skórny (u samców wyraźnie większy), często widoczny podczas zalotów. Fałd jest koloru różowawej czerwieni. Ogony anolisów przekraczają długość ich ciała. Potrafią zmieniać barwę z jasnego brązu do ciemnego (czasem szarawe) lub z brązowego na mniej lub bardzo mocno zielony – również w zależności od zaniepokojenia.
- Długość życia: Żyje 3 do 5 lat.
- Aktywny: Jaszczurka aktywna w dzień.
- Dymorfizm płciowy: Widoczny po 3 miesiącach od wyklucia.

## Zasięg występowania
Żyje na obszarze południowo-wschodnich stanów USA oraz na południu i wschodzie Teksasu. Gatunek introdukowany na Bahamach, Kajmanach, Anguilli, Hawajach, Midway, Guam, Palau, Marianach, wyspach Ogasawara, Okinawie, Teneryfie, na południowym wschodzie Hiszpanii i być może w meksykańskim stanie Tamaulipas. Najczęściej spotykany na krzewach, niewielkich drzewach. Zamieszkuje tereny o wysokiej wilgotności, często w pobliżu siedzib ludzkich.

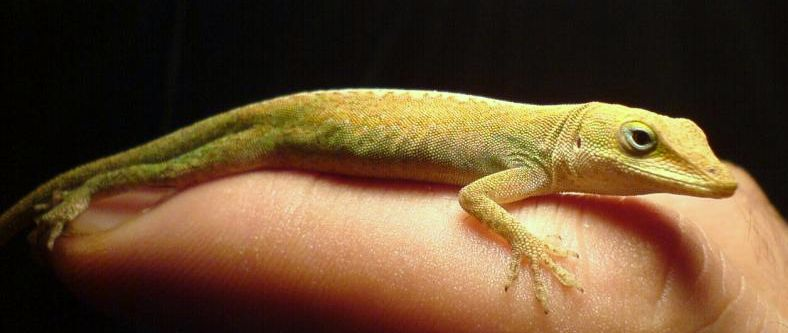
Anolis zielony

## Zachowanie
Jedna z najczęściej hodowanych w terrariach jaszczurek w Polsce. Głównie ze względu na fakt, iż łatwo się oswajają i ciekawie się zachowują. Można bez stresu delikatnie brać je w ręce. Anolisy to gady terytorialne, więc w jednym terrarium nie mogą przebywać dwa samce.

## Pożywienie
Typu zwierzęcego. W naturze żywią się niewielkimi bezkręgowcami, najczęściej małymi owadami. Przy hodowli domowej karmimy je niedużymi świerszczami (św. bananowe), mącznikami (białe zaraz po wylince), karaczanami, muchami, gąsienicami, dżdżownicami czy ćmami. Należy im podawać jak najbardziej urozmaicony pokarm, bogaty w witaminy i wapń. Trzeba pamiętać, że owady z odłowu mogą przenosić pasożyty, grzyby czy roztocza. Młode, szybko rosnące gady należy karmić codziennie. Starszym osobnikom można wydłużyć ten czas do 2–3 dni.

## Terrarium

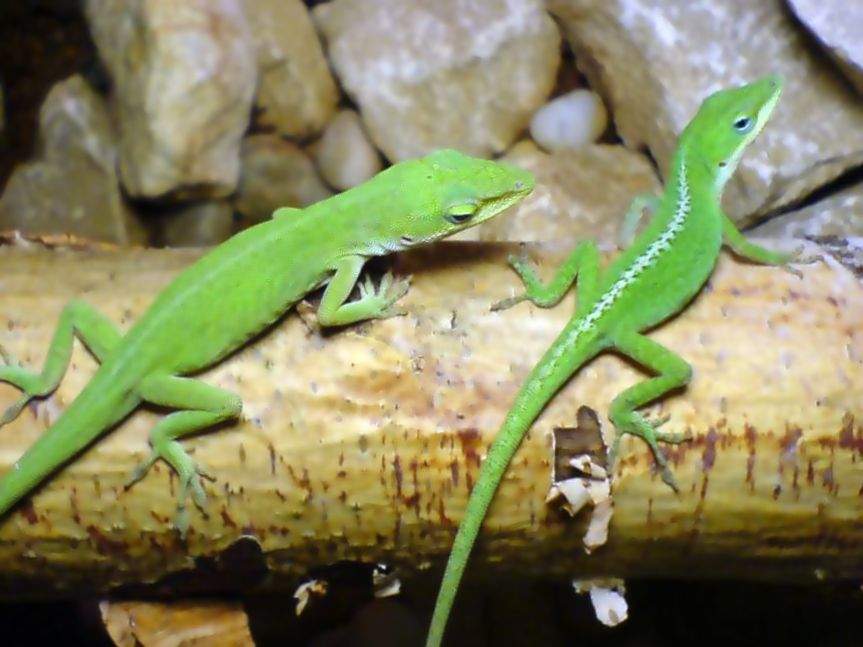
Para anolisów

Terrarium najlepiej typu wertykalnego (wysokie) ze względu na wspinaczkę. Wentylowane. Optymalne wymiary 50x40x60 cm. Należy zadbać o ścianę z korka, matę grzewczą, trochę kamieni, dużo kryjówek, sztuczne lub żywe rośliny (tam spędza noc), korzenie czy gałęzie.
- Oświetlenie: Anolis jest gadem typowo dziennym, przez co należy mu zapewnić oświetlenie UVB na dzień. Jeśli nie zapewnimy mu lampy UVB, to szybko zacznie chorować. Dodatkowo promiennik podczerwieni (50 W).
- Temperatura: 24–29 °C, punktowo nawet do 33 °C (noc 22–25 °C) Cykl naświetlenia: 12–14 godzin.
- Wilgotność powietrza: Na poziomie 75–80% (często zraszać terrarium).